# カビュ
カビュ (Cabu; 本名ジャン・カビュ Jean Cabut; 1938年1月13日 - 2015年1月7日) は、フランスの風刺画家、ジャーナリスト。『アラキリ』、『シャルリー・エブド』、『カナール・アンシェネ』などに風刺画を掲載し、また、討論番組『反論権』、子供向け番組「レクレA2 (Récré A2)」などのテレビ番組にもレギュラー出演した。
1970年代に反体制的・反軍国主義的な青年「のっぽのデュデュッシュ」、下品・無教養・偏狭・人種差別的・女性差別的なフランス人男性のステレオタイプである「ボフ (Beauf)」などのキャラクターを生み出した。
2015年1月7日、シャルリー・エブド襲撃事件でイスラム過激派に殺害された。

## 経歴
パリの美術学校エコール・エティエンヌ (École Estienne) に在籍中の1957年（19歳）に初めて週刊誌『パリ・マッチ (Paris Match)』に彼のイラストが掲載された。1958年3月にアルジェリア戦争に動員されて学業を中断せざるを得なくなったが、このときの「口にできないほど恐ろしい」体験から、彼は終生、反軍国主義の姿勢を貫くことになった。
1960年に復員し、「ショロン教授」ことジョルジュ・ベルニエ（Georges Bernier）とフランソワ・カヴァナが創刊した『アラキリ』にフレッド (Fred)、ジャン＝マルク・レゼール、ジェベ (Gébé)、ジョルジュ・ウォランスキらとともに参加。
1962年から若者向け漫画誌『ピロット (Pilote)』に「のっぽのデュデュッシュ」を連載。
1966年、『パリ・プレス (Paris-Presse)』紙にパリで失踪を遂げたモロッコの人民諸勢力全国同盟 (UNFP) の党首メフディー・ベン・バルカに関するルポルタージュを掲載し、さらに『ル・フィガロ』紙にこの裁判の様子を描いた画を掲載した。
1972年、ピエール・フルニエ (Pierre Fournier) が創刊した政治・エコロジー新聞『ラ・グル・ウヴェルト(大口開けて / 黙っていられない)』に『シャルリー・エブド』のカヴァナ、ウォランスキ、レゼールらとともに参加。政治批判と併せて、反核運動を含むエコロジー運動も彼の主な活動となった。
1980年代からはテレビ番組にも出演。政治風刺画を紹介する番組『反論権』などのほか、ドロテの子供向け番組「レクレ A2」にも出演して子供たちのために画を描いた。「（シャルリーの風刺画家が）子供たちのために画を描くなんて意外なことと思われるかもしれないけれど、子供を相手にするのは漫画家にとって理想的なこと。みんな、12歳までは絵を描くのだから」と話している。
1970年から80年代にかけて多くのアルバム（画集）を発表して成功を収め、1982年からは主に『カナール・アンシェネ』に風刺画を掲載した。
1992年、湾岸戦争に反対するために創刊された風刺新聞『ラ・グロス・ベルタ』（「グロス・ベルタ」は「ディッケ・ベルタ」のこと）のメンバーであったフィリップ・ヴァルとカビュは、編集長と意見が合わなくなり同紙を離れ、1982年に活動を停止していた『シャルリー・エブド』を再開することにした。カビュの風刺画に登場した「ボフ (Beauf)」(beau-frère (義理の兄弟) に由来) は「下品、無教養、偏狭なフランス人男性」を表わす新語（俗語）として辞書に載るまでになった。

襲撃事件の現場に捧げられた花束のなかにカビュのポスター; LIBRE (自由)

2006年に『シャルリー・エブド』がデンマークの日刊紙に掲載されたムハンマドの風刺画を転載したとき、表紙に「原理主義者にお手上げのムハマンド」と題して頭を抱えるムハンマドを描いた風刺画を掲載。吹き出しにある「ばかどもに愛されるのはつらいよ」という言葉が物議をかもすことになり、イスラム教団体に訴えられたが、「宗教批判の自由は信仰の尊重と同じように重要である・・・イスラムの名においてテロ行為を繰り返している一部の者に向けられたものであり・・・このようなテロリストとイスラム教徒が混同されるおそれは一切ない」として無罪となり、『シャルリー・エブド』の風刺画家らはフランス文化・通信省にその功績を称えられることになった。また、この裁判については『ばかどもに愛されるのはつらいよ (C'est dur d'être aimé par des cons)』というドキュメンタリー映画が制作された（カンヌ国際映画祭で上映）。
2015年1月7日、シャルリー・エブド襲撃事件で殺害された。
2016年6月、「報道の自由、表現の自由、自由な精神」の促進を使命とするニュージアム（ワシントンD.C.）にシャルリー・エブド襲撃事件の犠牲者（シャルブ、ジョルジュ・ウォランスキ、カビュ、フィリップ・オノレ、ティニウス、ベルナール・マリス、エルザ・カヤットおよびムスタファ・ウラド）が、バングラデシュ、ブラジル、コンゴ民主共和国、イラク、メキシコ、パキスタン、ソマリア、トルコおよびシリアのブロガーや報道カメラマンらとともに登録され、同年9月には『インサイド・シャルリー・エブド』というドキュメンタリー映画が作成された。試写会に参加したカビュの妻ヴェロニク・ブラシェ・カビュは「彼らは自分たちがしていることがいかに重大なことか、その危険性をよくわかっていた。言論の自由のために犠牲を払った彼らがどんな仕事をしていたのか知ってもらいたい」と語った。
2018年12月1日、カビュの生誕地シャロン＝アン＝シャンパーニュ (マルヌ県) に彼に捧げるマルチメディア図書館 (médiathèque) が開館。デュデュッシュに因んで「デュデュショテック (Duduchotèque)」と命名された。2019年4月1日まで1年4か月にわたって開催される第1回企画展ではカビュの若い頃のデッサン約80点が展示される。

## 著書
のっぽのデュデュッシュ・シリーズ

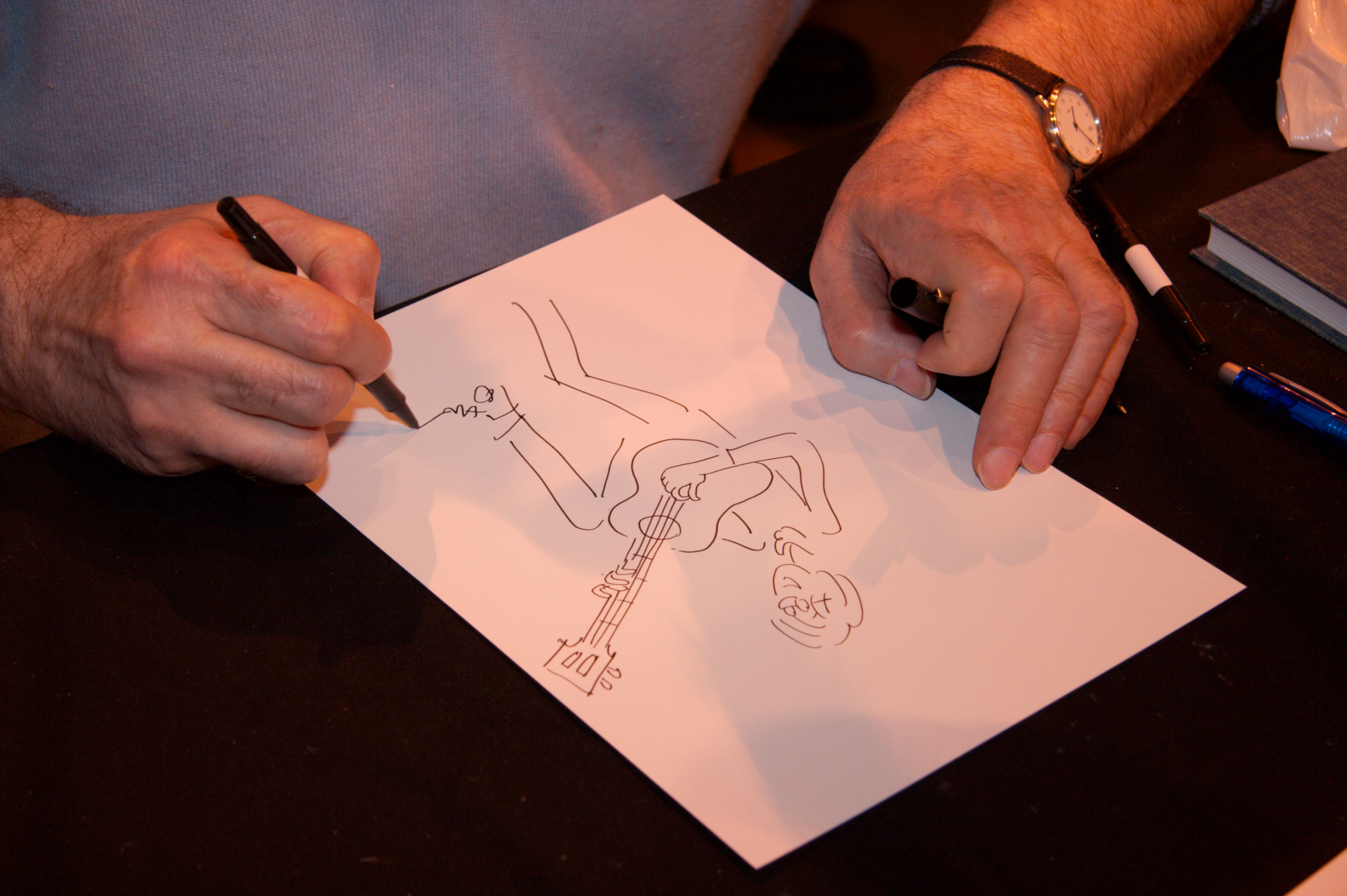
「のっぽのデュデュッシュ」を描くカビュ (サロン・デュ・リーブルにて; 2008年)

- Le Grand Duduche (のっぽのデュデュッシュ), Paris, Dargaud, 1967
- Le Grand Duduche : Il lui faudrait une bonne guerre !… (のっぽのデュデュッシュ：正々堂々と戦わなければ…), Paris, Dargaud, 1973
- Le Grand Duduche: L’Ennemi intérieur (のっぽのデュデュッシュ：内なる敵), Paris, Square, 1973
- Le Grand Duduche en vacances (のっぽのデュデュッシュのヴァカンス), Paris, Square, 1980, (ISBN 978-2205018066)
- Passe ton bac, après on verra ! (バカロレアに合格したら), Paris, Rond-Point, 1980
- Cabu et Wiliam Leymergie, Maraboud’ficelle (カビュとウィリアム・レイメルジー マラブーフィセル), Paris, Dargaud, 1980 (ISBN 978-2205016956)
- Le Grand Duduche: À bas la mode ! (のっぽのデュデュッシュ：流行なんかくたばれ!), Paris, Dargaud, 1981 (ISBN 978-2205018639)
- Le Grand Duduche et la fille du proviseur (のっぽのデュデュッシュと校長の娘) (1982, Dargaud)
- Le Grand Duduche : L'Intégrale (のっぽのデュデュッシュ全集) (序文：ルネ・ゴシニ), Paris, Vents d'Ouest, 2008 (ISBN 978-2749304359)

カトリーヌ・シリーズ
- Le Journal de Catherine (カトリーヌ新聞), Paris, Square, 1970
- Le Journal de Catherine (カトリーヌ新聞), Paris, Folio, 1974 (ISBN 978-2070365296)
- Catherine saute au Paf ! (カトリーヌ、ポンと跳んだ), Paris, Éditions du Square, 1978

ボフ・シリーズ
- Mon Beauf' (僕のボフ) (序文：フランソワ・カヴァナ), Paris, Le Square, janvier 1976, 72 p.
- La France des beaufs (ボフのフランス), Paris, Square, 1979
- Mitterrand et son beauf (ミッテランと彼のボフ), Paris, Albin Michel, 1984, 68 p.(ISBN 2-226-01412-8)
- Rôti de Beauf (ボフのロースト) (序文：フランソワ・カヴァナ), Paris, Le Cherche midi, 1985 (ISBN 978-2862740669)
- À consommer avec moderation (食事はほどほどに), Paris, Albin Michel, 1989
- Les nouveaux beaufs sont arrives (新世代ボフの登場), Paris, Le Cherche midi, 1992 (ISBN 2-86274-231-7)
- L’Intégrale Beauf (ボフ全集) (序文：Eric Emptaz), Paris, Michel Lafon, 2014, (ISBN 978-2749923420)

トントン (=ミッテラン)・シリーズ
- Tonton 1er roi de France (フランス第一王トントン) (1988, Belfond)
- Tonton accro (中毒トントン) (1988, Albin Michel)
- Tonton la-terreur (恐怖王トントン) (1991, Albin Michel)
- Adieu Tonton (あばよ、トントン) (1992, Albin Michel)

その他のアルバム
- Les Aventures de madame Pompidou (マダム・ポンピドゥーの冒険), Paris, Square, 1972
- Cabu (カビュ), Paris, Glénat, « Carton » (「カルトン」コレクション), 1975
- A bas toutes les armées ! (軍隊はみんな、くたばれ!) (1979, Editions du Square)
- Cabu et Didier Convard, Inspecteur la bavure (カビュとディディエ・コンヴァール：刑事大失敗), Paris, Albin Michel, 1981 (ISBN 2-226-01105-6)
- Bien dégagé sur les oreilles (髪は短く), Paris, La Découverte, octobre 1985, 139 p. (ISBN 2-7071-1568-1)
- Le Nez de Dorothée (ドロテの鼻) (1986, Flammarion)
- Le Gros Blond avec sa chemise noire (黒シャツのデブのブロンド (=ジャン＝マリー・ル・ペン)) (1988, Albin Michel)
- Les Interdits de Cabu (カビュの排斥) (1989, Albin Michel)
- Mort aux vieux ! (年寄りは死ね!) (1989, Albin Michel)
- Cabu au Canard enchaîné (カナール・アンシェネのカビュ) (1989, Albin Michel)
- Les abrutis sont parmi nous (バカはわれわれのなかに) (1992, Albin Michel)
- Responsables mais pas coupables ! (責任をもって、しかも罪は犯さないで) (1993, Albin Michel)
- Secrets d’État (国家機密) (1994, Albin Michel)
- Les Aventures épatantes de Jacques Chirac (ジャック・シラクのすごい冒険) (1996, Albin Michel)
- Vas-y Jospin ! (それいけ、ジョスパン!) (1999, Albin Michel)
- À gauche toute ! (全員、左向け!) (2000, Albin Michel)
- C’est la faute à la société (社会のせいだ) (2008, 12 bis)
- Mai 68 (五月革命) (collectif, 2008, Michel Lafon)
- Dessins cruels (残酷な画), Paris, Le Cherche midi, avril 2014, 128 p.(ISBN 978-2-7491-3483-3)
- Cabu s'est échappé ! (カビュ、逃げる!) (『シャルリー・エブド』の最終ページの画1,000枚) 1969-2015 (序文：ベルトラン・ドラノエ) (2017, Les échappés)